# ویگنسباخ
ویگنسباخ (به آلمانی: Wiggensbach) یک شهر در آلمان است که در ابرالاگوی واقع شده‌است. ویگنسباخ ۴٬۶۵۹ نفر جمعیت دارد.